# Olle Juthage
Olle Ingemar Juthage, född 30 augusti 1923 i Kristine församling i Göteborg, död 7 december 2007 i Tynnereds församling i Göteborg, var en svensk handbollsspelare.

## Karriär
Olle Juthage började som vänstersexa i IF Nordenhov, men bytte klubb 1939 till Göteborgs BIS och 1940 till Redbergslids IK. Han spelade sedan resten av sin karriär för Redbergslid. Juthage gjorde 30 landskamper 1943–1953 och är Stor Grabb. Han landskampsdebuterade utomhus mot Danmark i Helsingör, svensk seger 11–5. Juthage lade 2 mål. Många av Juthages landskamper var utomhus (20 eller 21). Han spelade två VM-turneringar för Sverige. Sista landskampen inomhus spelade Juthage 1948 mot Österrike i Göteborg, svensk seger 21–5.
Efter handbollskarriären utbildade han sig till ingenjör och arbetade på skånska Cementgjuteriet i Jönköping.

## Klubbar
- IF Nordenhov (1938–1939)
- Göteborgs BIS (1939–1940)
- Redbergslids IK (1940–1953?)

## Meriter
- SM-guld 1947 med Redbergslids IK
- VM-guld utomhus 1948 med Sveriges landslag
- VM-silver utomhus 1952 med Sveriges landslag